# باب الجديد (طرابلس)
الباب الجديد وهو أحد أهم الأبواب المحيطة للسور الخارجي المدينة القديمة.

## الموقع
يقع هذا المدخل للمدينة القديمة في الجهة الجنوبية الغربية لالمدينة القديمة من الجهة المطلة على فندق كورنتيا ومصنع التبغ سابقا.
موقع الباب من موقع ويكمابيا 

## قصة تأسيس الباب
في 25 رمضان المعظم 1382 هجرية
الموافق ل 13 فبراير1865 ميلادي تقدم أهالي مدينة طرابلس إلى والي الولاية الحاج أحمد عزت يطلبون فيه فتح باب جديد بدلا من باب زناتة القديم الذي سد في عهد علي باشا القرة مانلي الثاني سنة 1248 أثناء الحرب الأهلية حينذاك وقد استجاب الوالي لرغبة الأهالي بفتح باب جديد في عام 1865ميلادي ومنذ ذلك التاريخ اشتهر هذا الباب باسم باب الجديد.

### وصلات خارجية
- مدونة غيداء
- صوراسوار المدينة القديمة طرابلس